# 1982年のスポーツ
1982年のスポーツ（1982ねんのスポーツ）では、1982年（昭和57年）のスポーツ関連の出来事についてまとめる。

## できごと
- 1月24日 - 第1回大阪国際女子マラソン開催
- 2月7日 - IOC医事委員会、「筋肉増強剤のテストロンを禁止薬物に」加えた
- 2月20日 - バレーボール日本リーグ女子、日立が無敗の18連勝で8度目の優勝
- 2月28日 - 岡本綾子、ゴルフ・LPGAツアー初優勝、樋口久子以来日本人2人目
- 3月7日 - 増田明美、中日ロードレースで20キロ1時間6分55秒の世界最高記録樹立
- 5月30日 - バンブーアトラスが日本ダービーを制覇した
- 6月13日 - 日ソ対抗バレーボール女子、日本が6戦全勝でソ連に勝利した
- 7月7日 - 渡嘉敷勝男が世界ジュニアフライ級王座を防衛[1]
- 9月4日 - 国際陸連、公認国際招待競技会に限り、参加報酬、褒賞を公認
- 9月21日 - 大相撲の北の湖敏満、史上1位となる通算873勝達成
- 10月13日 - IOC、70年ぶりにジム・ソープの復権を認める

## 総合競技大会
- 第9回アジア競技大会（11月19日～12月4日・ニューデリー） - 日本の獲得メダル:金57、銀52、銅44
- 第37回くにびき国体（冬季スケート - 1月26日～29日・栃木県、冬季スキー - 2月18日～21日・秋田県、夏季 - 9月12日～15日・島根県、秋季 - 10月3日～8日・島根県）
天皇杯順位:優勝 島根県、第2位 東京都、第3位 大阪府
皇后杯順位:優勝 島根県、第2位 東京都、第3位 大阪府

## アイスホッケー
- スタンレーカップ決勝（1981-1982シーズン）
ニューヨーク・アイランダース （4戦全勝） バンクーバー・カナックス

## アメリカンフットボール
- 第16回スーパーボウル（1月24日）
サンフランシスコ・フォーティナイナーズ (NFC) 26-21 シンシナティ・ベンガルズ (AFC)

## 競馬
- 皐月賞（4月18日）優勝 : アズマハンター（騎手 : 中島啓之）
- 天皇賞（春）（4月29日） 優勝 : モンテプリンス（騎手 : 吉永正人）
- オークス（5月23日) 優勝 : シャダイアイバー（騎手 : 加藤和宏）
- 日本ダービー（5月30日) 優勝 : バンブーアトラス（騎手 : 岩元市三）
- 宝塚記念（6月6日）優勝：モンテプリンス（騎手：吉永正人）
- 天皇賞（秋）（10月31日） 優勝 : メジロティターン（騎手 : 伊藤正徳）
- 菊花賞（11月14日） 優勝 : ホリスキー（騎手 : 菅原泰夫）

## ゴルフ
男子プロ
- マスターズ・トーナメント - クレイグ・スタドラー
- 全米オープン - トム・ワトソン
- 全英オープン - トム・ワトソン
- 全米プロゴルフ選手権 - レイモンド・フロイド（英語版）
- PGAツアー賞金王 - クレイグ・スタドラー - $446,462
- Senior PGA Tour賞金王 - ミラー・バーバー（英語版） - $106,890

男子アマ
- 全英アマ - マーティン・トンプソン
- 全米アマ - ジェイ・シーゲル（英語版）

女子プロ
- 全米女子プロゴルフ選手権 - ジャン・スティーブンソン
- 全米女子オープン - ジャネット・アンダーソン
- Classique Peter Jackson Classic - サンドラ・ヘイニー
- LPGA Tour賞金女王 - ジョアン・カーナー - $310,400

### 日本
- 賞金王（男子）：中島常幸
- 賞金女王：涂阿玉

## サッカー
- ワールドカップ決勝（7月11日・スペイン）
イタリア 3-1 西ドイツ
- 第61回天皇杯全日本サッカー選手権大会決勝
日本鋼管 2-0 読売クラブ
- 日本サッカーリーグ
1部優勝:三菱重工業
2部優勝:ヤマハ発動機

## 自転車競技

### トラックレース
- 世界選手権トラック競技（8月23日～29日・イギリス・レスター）
プロ・スクラッチ優勝：中野浩一
プロ・ケイリン優勝：ゴードン・シングルトン

### ロードレース
- 第65回ジロ・デ・イタリア
総合優勝：ベルナール・イノー（フランス）
- 第69回ツール・ド・フランス
総合優勝：ベルナール・イノー（フランス）
- 世界選手権
プロ・個人ロードレース優勝:ジュゼッペ・サローニ （イタリア）
- イノーが4人目のダブルツールを達成。

## テニス

### グランドスラム
- 全仏オープン　男子単優勝：マッツ・ビランデル（スウェーデン）、女子単優勝：マルチナ・ナブラチロワ（アメリカ）
- ウィンブルドン　男子単優勝：ジミー・コナーズ（アメリカ）、女子単優勝：マルチナ・ナブラチロワ（アメリカ）
- 全米オープン　男子単優勝：ジミー・コナーズ（アメリカ）、女子単優勝：クリス・エバート・ロイド（アメリカ）
- 全豪オープン　男子単優勝：ヨハン・クリーク（南アフリカ）、女子単優勝：クリス・エバート|クリス・エバート・ロイド（アメリカ）

## バスケットボール
- 第44回全米大学選手権、ノースカロライナがマイケル・ジョーダンの活躍により優勝。
- 第1回全米大学女子選手権、ルイジアナ工科大学が初代王者。
- NBAファイナル（1981-1982シーズン）
ロサンゼルス・レイカーズ（西） （4勝2敗） フィラデルフィア・セブンティシクサーズ（東）
- FIBAバスケットボール・ワールドカップ、ソ連優勝

## ボクシング
- 王者・渡嘉敷勝男が伊波政春を8RKOで下し、世界ジュニアフライ級王座の2度目の防衛に成功した[2]

## ラグビー
- 第19回日本ラグビーフットボール選手権大会（1月15日・国立霞ヶ丘競技場陸上競技場）
新日鉄釜石 30-14 明治大学

## 誕生
- 1月1日 - ダビド・ナルバンディアン（アルゼンチン、テニス）
- 1月5日 - ヤニツァ・コステリッチ（クロアチア、アルペンスキー）
- 1月5日 - 塚田真希（茨城県、柔道）
- 1月5日 - 青木宣親（宮崎県、野球）
- 1月6日 - ギルバート・アリナス（アメリカ、バスケットボール）
- 1月7日 - 梁勇基（大阪府、サッカー）
- 1月8日 - 栗原健太（山形県、野球）
- 1月13日 - ギリェルモ・コリア（アルゼンチン、テニス）
- 1月17日 - ドウェイン・ウェイド（アメリカ、バスケットボール）
- 1月18日 - 寶智山幸観（青森県、相撲）
- 1月30日 - 岩政大樹（山口県、サッカー）
- 1月31日 - アラン・マクレガー（イギリス、サッカー）
- 2月2日 - アナスタシア・ダビドワ（ロシア、シンクロナイズドスイミング）
- 2月4日 - 小西祥子（大阪府、陸上競技）[3]
- 2月6日 - 白露山佑太（ロシア、相撲）
- 2月10日 - ジャスティン・ガトリン（アメリカ、陸上競技）
- 3月1日 - 杉村英孝（静岡県、ボッチャ）
- 3月2日 - ベン・ロスリスバーガー（アメリカ、アメリカンフットボール）
- 3月5日 - ダニエル・カーター（ニュージーランド、ラグビー）
- 3月12日 - 佐藤勇人・佐藤寿人（埼玉県、サッカー）
- 3月24日 - 大友愛（宮城県、バレーボール）
- 3月25日 - ダニカ・パトリック（アメリカ、レーシングドライバー）
- 3月25日 - 福士加代子（青森県、陸上競技）
- 3月26日 - ミケル・アルテタ（スペイン、サッカー）
- 4月7日 - アガタ・ムロズ（ポーランド、バレーボール、+2008年）
- 4月20日 - 長島圭一郎（北海道、スピードスケート）
- 4月22日 - カカ（リカルド・イゼクソン・ドス・サントス・レイチ）（ブラジル、サッカー）
- 4月29日 - 内海哲也（京都府、野球）
- 5月5日 - 松田友美（長崎県、バドミントン）
- 5月6日 - ジェイソン・ウィッテン（アメリカ、アメリカンフットボール）
- 5月8日 - ブアカーオ・ポー.プラムック（タイ、格闘家）
- 5月11日 - 中田賢一（福岡県、野球）
- 5月14日 - 柴田亜衣（徳島県、水泳）
- 5月17日 - 中村礼子（神奈川県、水泳）
- 5月22日 - アポロ・アントン・オーノ（アメリカ、ショートトラックスピードスケート）
- 5月24日 - 田中浩康（京都府、野球）
- 5月29日 - 金泰均（韓国、野球）
- 6月1日 - ジュスティーヌ・エナン（ベルギー、テニス）
- 6月1日 - 攝津正（秋田県、野球）
- 6月3日 - エレーナ・イシンバエワ（ロシア、陸上競技）
- 6月3日 - 石野貴之（大阪府、競艇）
- 6月7日 - 松岡健一（熊本県、野球）
- 6月9日 - 大久保嘉人（福岡県、サッカー）
- 6月10日 - タラ・リピンスキー（アメリカ、フィギュアスケート）
- 6月16日 - 大松尚逸（石川県、野球）
- 6月22日 - 泉浩（青森県、柔道）
- 6月27日 - 李漢宰（岡山県、サッカー）
- 7月5日 - 一場靖弘（群馬県、野球）
- 7月5日 - アルベルト・ジラルディーノ（イタリア、サッカー）
- 7月9日 - 安藤梢（栃木県、サッカー）
- 7月12日 - アントニオ・カッサーノ（イタリア、サッカー）
- 7月13日 - 秋信守（韓国、野球）
- 7月22日 - 上野由岐子（福岡県、ソフトボール）
- 7月28日 - 亀井善行（奈良県、野球）
- 7月30日 - 古閑美保（熊本県、ゴルフ）
- 7月31日 - 田中隼磨（長野県、サッカー）
- 7月31日 - 中島宏之（兵庫県、野球）
- 8月4日 - 内川聖一（大分県、野球）
- 8月7日 - ヤナ・クロチコワ（ウクライナ、水泳）
- 8月9日 - タイソン・ゲイ（アメリカ、陸上競技）
- 8月10日 - レミギウス・モリカビュチス（リトアニア、格闘家）
- 8月18日 - 藤井裕子（愛知県、柔道）
- 8月23日 - ナタリー・コグリン（アメリカ、水泳）
- 8月30日 - アンディ・ロディック（アメリカ、テニス）
- 9月6日 - 赤松真人（京都府、野球）
- 9月13日 - 畠山和洋（岩手県、野球）
- 9月15日 - エジミウソン・ドス・サントス・シルバ（ブラジル、サッカー）
- 9月17日 - 福藤豊（北海道、アイスホッケー）
- 9月22日 - 北島康介（東京都、水泳）
- 9月24日 - ポール・ハム（アメリカ、体操競技）
- 9月28日 - 青木剛（群馬県、サッカー）
- 10月5日 - 吉田沙保里（三重県、レスリング）
- 10月10日 - 中野大輔（新潟県、体操競技）
- 10月13日 - イアン・ソープ（オーストラリア、水泳）
- 10月15日 - 山田沙知子（大阪府、水泳）
- 10月17日 - 大神雄子（山形県、バスケットボール）
- 10月20日 - 赤尾亜希（大分県、バドミントン）
- 10月21日 - 井上香織（兵庫県、バレーボール）
- 10月22日 - ロビンソン・カノ（ドミニカ共和国、野球）
- 10月22日 - ヒース・ミラー（アメリカ、アメリカンフットボール）
- 11月3日 - エフゲニー・プルシェンコ（ロシア、フィギュアスケート）
- 11月9日 - アンディ・サワー（オランダ、キックボクシング）
- 11月23日 - アサファ・パウエル（ジャマイカ、陸上競技）
- 11月27日 - 田中達也（山口県、サッカー）
- 12月6日 - アルベルト・コンタドール（スペイン、自転車競技）
- 12月13日 - 恩田美栄（愛知県、フィギュアスケート）
- 12月20日 - デビッド・ライト（アメリカ、野球）
- 12月22日 - 稲葉洸太郎（東京都、フットサル）
- 12月27日 - 鉄平（大分県、野球）

## 死去
- 3月10日 - エリック・アウグスト・ラルソン（スウェーデン、ノルディックスキー、*1912年）
- 3月17日 - エリス・ビックルント（スウェーデン、ノルディックスキー、*1909年）
- 3月26日 - 水原茂（香川県、野球、*1909年）
- 4月24日 - ビレ・リトラ（フィンランド、陸上競技、*1896年）
- 5月8日 - ジル・ビルヌーブ（カナダ、レーシングドライバー、*1950年）
- 5月11日 - 鈴木惣太郎（群馬県、野球、*1890年）
- 5月13日 - ベラ・スコバ（チェコスロバキア、テニス、*1931年）
- 6月8日 - サチェル・ペイジ（アメリカ、野球、*1906年）
- 6月13日 - リカルド・パレッティ (イタリア、レーシングドライバー、*1958年）
- 6月23日 - マリー・ブラウン（オランダ、水泳、*1911年）
- 6月29日 - 田口正治（京都府、水泳、*1916年）
- 11月10日 - 石本秀一（広島県、野球、*1896年）
- 11月12日 - ドロシー・ラウンド（イギリス、テニス、*1908年）
- 11月20日 - 松田昇（高知県、野球、*1905年）
- 11月29日 - パーシー・ウィリアムズ（カナダ、陸上競技、*1908年）
- 12月27日 - 加藤保男（埼玉県、登山家、*1949年）